# Kinderstation Brüschhalde
Die Kinderstation Brüschhalde ist die grösste stationäre Kinderpsychiatrie der Schweiz. Sie gehört zum universitären Betrieb des Kinder- und Jugendpsychiatrischen Dienstes (KJPD). Der KJPD ist eine Institution für die psychiatrische Grundversorgung und direkt der Gesundheitsdirektion des Kantons Zürich unterstellt.

## Standort
Die Kinderstation Brüschhalde liegt in Männedorf im Kanton Zürich auf einer prägnanten Hügelkuppe.

## Geschichte
Im Jahr 1913 wurde das Waisenhaus Brüschhalde gebaut. Acht Jahre später wurde in Zürich-Riesbach auf dem Burghölzlihügel die Stephansburg zur ersten Kinder- und Jugendbeobachtungsstation der Schweiz. Sie umfasste ungefähr 20 Betten und war immer überbelegt, weshalb bald von einer «Kinder- und Jugendnot» gesprochen wurde. Erst 1944 kaufte der Kanton Zürich das Grundstück Brüschhalde und eröffnete aufgrund des Druckes der Bevölkerung die erste Station für Kinderpsychiatrie, die sogenannte «Kinderpsychiatrische Beobachtungsstation Brüschhalde». In der Brüschhalde waren die ersten kinder- und jugendpsychiatrischen Professoren und Oberärztinnen der Schweiz tätig. 1958 wurde die Brüschhalde um ein Schulhaus und das Stationsgebäude «Drachenburg» erweitert. Weitere Ausbauten folgten 1985 mit dem Mehrzweckgebäude und in den 1990er Jahren einem Pavillon.
Man wollte die gesamte Anlage neu gestalten und organisieren. Zwischen April 2009 und April 2010 wurde der Wettbewerb in einem zweistufigen Verfahren durchgeführt, und das Projekt Aarhus von Osterhage Riesen Architekten aus Zürich erhielt den Zuschlag. Im Jahre 2012 genehmigte der Projektausschluss das Bauprojekt mit Kostenvoranschlag.
Das Baugesuch für den Neubau der Kinderstation wurde im Dezember 2013 eingereicht. Nachdem der Kantonsrat den Objektkredit mit 147 zu 18 Stimmen bewilligt hatte, wurde das Provisorium im Personalhaus der Stiftung Privatklinik Hohenegg bezogen. Am 16. März 2015 erfolgte der Spatenstich, und rund zwei Jahre später konnten die neuen Gebäude bezogen werden. Am 5. Mai 2017 fanden die Einweihung der neuen Brüschhalde und die Übergabe an die KJPP statt.

## Einrichtung

### Gebäude
Die Brüschhalde besteht aus dem renovierten Hauptgebäude, einem Neubau mit der Kinderstation, einem Pavillon und einem Mehrzweckgebäude.

### Gliederung und Organisation
Die Kinder- und Jugendpsychiatrie Brüschhalde besteht aus einem fachübergreifenden Team. Dazu gehören Kinder- und Jugendpsychiaterinnen, Psychologen, Pflegekräfte, Sozialpädagogen, schulische Heilpädagoginnen, eine Ergotherapeutin, eine Musiktherapeutin, eine Bewegungstherapeutin, eine Logopädin, eine Legasthenie- und Dyskalkulie-Therapeutin sowie eine Sozialarbeiterin. Die integrative Therapie umfasst Psychotherapie, Spezialtherapie und wenn nötig Pharmakotherapie.

### Die Station in Zahlen
Die Kinderstation Brüschhalde verfügt über 31 Plätze für stationäre Behandlung und 9 Behandlungsplätze in der Tagesklinik für Kinder und Jugendliche. Die Altersspanne der Station liegt zwischen fünf und fünfzehn Jahren, in der Tagesklinik bis sechzehn Jahren.
- Somatische Versorgung

Jedes Kind wird beim Eintritt ausführlich untersucht, je nach Bedarf auch während des Aufenthalts. Die Kinderstation arbeitet mit schon involvierten Hausärzten und mit niedergelassenen Spezialärztinnen zusammen.
- Gruppentherapie

Störungsspezifische Gruppentherapien, zum Beispiel zu den Themen ADHS, Angst, soziale Kompetenzen oder Asperger und Autismus ermöglichen den Kindern und Jugendlichen, ihre Defizite zu bearbeiten und sich mit anderen auszutauschen, die an der gleichen Krankheit leiden. Es gibt eine Therapie für aggressive (Baghira Training) und für sozial unsichere Kinder (Tiger Club).
- Elternarbeit / Familientherapie

Der Verlauf der Behandlung wird immer wieder mit den Eltern besprochen. Sowohl sie als auch andere wichtige Bezugspersonen wie beispielsweise Geschwister oder Fachpersonen (Schulpsychologen, Beistände) werden bei Bedarf in die Behandlung einbezogen.
- Psychotherapie

Die Psychotherapie wird von kinder- und jugendpsychiatrischen sowie psychologischen Mitarbeitenden geleitet. Grundlage der Therapie ist eine ausführliche psychiatrische Diagnostik bei Kindern und Jugendlichen. Die Einzeltherapie basiert auf kognitiv-verhaltenstherapeutischen Konzepten und kombiniert je nach Indikation und Alter Elemente der Gesprächspsychotherapie, der Spieltherapie und der Systemischen Therapie.
Die Behandlung konzentriert sich auf die spezifischen Symptome der Störung und auf die psychosoziale Situation des Jugendlichen und seiner Familie.
- Milieutherapie

Dadurch, dass die Kinder in sozialpädagogisch-pflegerisch geführten Gruppen zusammenleben, können sie in neue Lernbereiche vordringen. Ein straff geregelter Tagesablauf gibt Struktur und Stabilität. Die Kinder lernen, mit Regeln und Grenzen umzugehen, und Strategien zur Konfliktlösung, welche sie in der Praxis anwenden. Die Sozialkompetenz der Kinder wird gefördert.
- Pharmakotherapie

Manchmal empfiehlt sich eine unterstützende Pharmakotherapie, dazu ist das Einverständnis der Sorgeberechtigten erforderlich. In Ausnahmefällen können Medikamente notfallmässig eingesetzt werden.
- Logopädie

Kinder, die unter Stottern, undeutlicher Aussprache oder Mutismus leiden oder eine Entwicklungsverzögerung der expressiven, rezeptiven Sprache haben, können im Wochenrhythmus eine Logopädin besuchen.
- Musik- und Bewegungstherapie

Sich selbst zu bewegen und Musik zu hören, regt die Wahrnehmung auf vielfältige, positive Weise an. Die Musik- und Bewegungstherapie setzt bei einseitiger Sprachentwicklung oder -einschränkung aus seelischen oder körperlichen Gründen an. Therapie kann die eigene Sprache bereichern, ergänzen oder ersetzen. Emotionen und Empfindungen können auch nonverbal ausgedrückt werden.
Wenn Kinder an motorischen und/oder sensorischen Entwicklungsdefiziten leiden, wird die Musik- und Bewegungstherapie eingesetzt, um ihre Wahrnehmung zu fördern und Entspannungstechniken zu vermitteln.
- Legasthenietherapie

Meistens einmal in der Woche trainieren Kinder mit einer Teilleistungsstörung im Lesen und Schreiben in einer Einzeltherapie zu lesen und zu schreiben.
- Dyskalkulie-Therapie

Wenn man eine Dyskalkulie hat, ist man entwicklungsbedingt in seiner Rechenfertigkeit beeinträchtigt. In wöchentlichen Einzeltherapiestunden üben Kinder mit einer Dyskalkulie spielerisch zu addieren, subtrahieren, multiplizieren und dividieren.

### Klinikschule
Die Schule ist ein essenzieller Baustein im multimodalen, interdisziplinären Behandlungskonzept. In der Klinikschule wird in altersdurchmischten Gruppen von ungefähr sechs Kindern unterrichtet. Der Lehrplan des Kantons Zürich gilt als Basis für den Unterricht. Nachdem der Lernstand beim Start des Aufenthaltes erfasst worden ist, wird jedes Kind individuell gemäss seinen eigenen Fähigkeiten geschult und gefördert. Dabei arbeiten die Lehrkräfte eng mit den psychotherapeutischen Fachpersonen und der Medizin-, Sozial- und Pflegepädagogik zusammen. Während des Klinikaufenthaltes werden keine Noten vergeben, und die Klinik stellt auch keine Zeugnisse aus, doch die Eltern können eines bei der Schulgemeinde beantragen. Normalerweise werden anstelle eines Zeugnisses der Lernstand und der Lernfortschritt eines Kindes in einem Lernbericht zusammengefasst.